# Pachydactylus bicolor
Pachydactylus bicolor — вид геконоподібних ящірок родини геконових (Gekkonidae). Ендемік Намібії.

## Поширення і екологія
Pachydactylus bicolor мешкають в регіонах Дамараленд і Каоковельд в Намібії. Вони живуть в пустелі Наміб та в сухих саванах, в тріщинах серед скельних виступів. Зустрічаються на висотівід 300 до 1500 м над рівнем моря